# Nectopsyche lewisi
Nectopsyche lewisi är en nattsländeart som först beskrevs av Oliver S. Flint Jr. 1968.  Nectopsyche lewisi ingår i släktet Nectopsyche och familjen långhornssländor. Inga underarter finns listade i Catalogue of Life.